# Wladimir Timofejewitsch Beljakow
Wladimir Timofejewitsch Beljakow (russisch Владимир Тимофеевич Беляков; * 2. Januar 1918 in Dmitrow; † 21. Mai 1996 in Moskau) war ein sowjetischer Turner aus Russland.

## Erfolge
Wladimir Beljakow, der für Dynamo Moskau turnte, nahm an den Olympischen Spielen 1952 in Helsinki teil. Im Einzelmehrkampf belegte er den geteilten sechsten Rang, am Pauschenpferd den siebten Platz und am Barren den geteilten achten Platz. Jeweils 14. wurde er am Boden und an den Ringen, am Reck wurde er 23. und schloss den Wettkampf am Sprung auf Rang 35 ab. Sein bestes Resultat gelang ihm Mannschaftsmehrkampf. Zusammen mit Iossif Berdijew, Jewgeni Korolkow, Dmytro Leonkin, Walentin Muratow, Michail Perlman, Hrant Schahinjan und Wiktor Tschukarin erzielte er mit 574,40 Punkten den Bestwert des Wettkampfes und erhielt als Olympiasieger die Goldmedaille.